# Blinde woelmuis
De blinde woelmuis (Ellobius talpinus)  is een zoogdier uit de familie van de Cricetidae. De wetenschappelijke naam van de soort werd voor het eerst geldig gepubliceerd door Pallas in 1770.